# Dario Vizinger
Dario Vizinger (* 6. Juni 1998 in Čakovec) ist ein kroatischer Fußballspieler.

## Karriere

### Verein
Vizinger begann seine Karriere beim NK Varaždin. Zur Saison 2015/16 wechselte er zum HNK Rijeka. Sein Debüt für Rijeka in der 1. HNL gab er im Mai 2016, als er am 35. Spieltag jener Saison gegen den NK Osijek in der 88. Minute für Marko Vešović eingewechselt wurde. Bis Saisonende kam er zu zwei Einsätzen in der höchsten kroatischen Spielklasse. Nachdem er in der Hinrunde der Saison 2016/17 ohne Einsatz geblieben war, wurde er im Februar 2017 an den Zweitligisten NK Hrvatski dragovoljac verliehen. Für Hrvatski dragovoljac absolvierte er zwölf Spiele in der 2. HNL und erzielte zwei Tore.
Zur Saison 2017/18 wurde Vizinger nach Slowenien an den Erstligisten NK Rudar Velenje weiterverliehen. Für Velenje kam er bis zur Winterpause zu zwölf Einsätzen in der 1. SNL, in denen er zwei Treffer machte. Im Januar 2018 wurde die Leihe vorzeitig beendet und er wurde von Velenjes Ligakonkurrenten NK Celje fest verpflichtet. Für Celje kam er bis Saisonende zu 16 Einsätzen und erzielte drei Tore. In der Saison 2018/19 traf er neun Mal in 28 Saisoneinsätzen. In der Saison 2019/20 kam er zu 35 Ligaeinsätzen und erzielte dabei 23 Tore, womit er der zweitbeste Torschütze der Liga war. Mit Celje wurde er in jener Spielzeit Meister.
Im September 2020 wechselte er nach Österreich zum Wolfsberger AC, bei dem er einen bis Juni 2024 laufenden Vertrag erhielt. Für die Kärntner kam er insgesamt zu 65 Einsätzen in der Bundesliga, in denen er elf Tore erzielte. Im September 2022 wechselte er leihweise nach Deutschland zum Zweitligisten SSV Jahn Regensburg. Bei Jahn konnte er sich aber nicht durchsetzen und kam nur neunmal in der 2. Bundesliga zum Einsatz, aus der das Team zu Saisonende abstieg.
Zur Saison 2023/24 kehrte er nicht mehr nach Wolfsberg zurück, sondern wechselte fest nach Polen zu Warta Posen.

### Nationalmannschaft
Vizinger spielte 2015 fünf Mal für die kroatische U-18-Auswahl. 2016 kam er zu acht Einsätzen für die U-19-Mannschaft. 2018 spielte er zwei Mal für das U-20-Team. Im Oktober 2019 debütierte er gegen Ungarn für die U-21-Auswahl.

## Erfolge
NK Celje
- Slowenischer Meister: 2019/20